# Падок
Падо́к — хутор во Фроловском районе Волгоградской области России. Входит в Ветютневское сельское поселение.

## География
Хутор находится в 11 км северо-западнее хутора Ветютнев. 

## Инфраструктура
Дороги грунтовые.

## Природа
У хутора расположен государственный ботанический памятник природы «Воропаевская сосна» — насаждения 1885 года на песках. Урочище «Грядина» — государственный ботанический памятник природы, лесокультурные насаждения (сосновые насаждения на песках вдоль реки Арчеда).
Рекреационные ресурсы: сбор ягод, грибов.
От хутора берёт своё начало уникальная Арчедино-Донская песчаная гряда, тянущаяся до хутора Никуличева в Серафимовическом районе.